# Dino Origlia
Dino Origlia (Torino, 6 dicembre 1920 – Milano, 21 gennaio 2012) è stato uno psicologo italiano.
Docente appassionato e coinvolgente, autore, giornalista, ha scritto di psicologia, cultura, costume e società. Per oltre 40 anni  è stato tra gli psicologi più citati dai media (e tra gli esperti più intervistati dai colleghi giornalisti). Nell'insegnamento, come nello scrivere, sapeva innestare su una cultura vastissima una visione del mondo non convenzionale, una vibrante creatività e un gran senso dell'ironia. Un mix unico e personalissimo.

## Biografia
Si laurea in medicina, con successiva specializzazione in neuropsichiatria e psicologia. Fu allievo di Cesare Musatti. Nel 1948 fonda il primo centro di "guida matrimoniale" europeo e italiano. È stato docente a Parma per un trentennio e in altre città italiane. Inoltre collabora come pubblicista con La Stampa, L'Europeo, dal 1966 per quasi un decennio, ed altri quotidiani e periodici. Collabora con la RAI dal 1954, dove è ospite come esperto di psicologia giovanile in rubriche e dibattiti e autori di alcune rubriche del programma Conversazioni scientifiche. È stato relatore in molti congressi di psichiatria, psicologia e sociologia.
Ha pubblicato varie opere, di cui alcune sono state tradotte in otto lingue. Ha pubblicato su riviste scientifiche di psicologia, psichiatria, neuropsichiatria, pedagogia, sociologia in Italia e all'estero.

### Gli inizi, la laurea, le specializzazioni, il lancio di iniziative d'avanguardia (1920 – 1951)
Dino Origlia nasce, studia ed inizia la sua carriera a Torino. Conclude il liceo classico presso il collegio S. Giuseppe, a meno di 17 anni.
Si iscrive alla facoltà di Medicina e consegue nel 1943 la laurea in medicina e chirurgia all'Università di Torino a pieni voti assoluti, con lode e dignità di stampa. Ottiene nel 1946 la specializzazione in pediatria, a pieni voti. si orienta in seguito verso la psichiatria, conseguendo nel 1951 la specializzazione in neuropsichiatria e neuropatologia.
Aveva nel frattempo iniziato la collaborazione a ricerche di Psicologia con la professoressa Angiola Massucco Costa, ottenendo poi nel 1952 il diploma di Perfezionamento in Psicopedagogia presso la facoltà di Magistero della Università di Torino. 
Sempre sotto la direzione della Massucco Costa, lavora per tre anni presso il centro di orientamento professionale del Comune di Torino. Insegna contemporaneamente presso la Scuola di perfezionamento in psicopedagogia come incaricato dei corsi di Psicologia Clinica e di Psicologia Scolastica (la prima vera attività didattica in sede universitaria).
Interessandosi sempre di più ai problemi delle relazioni familiari, dopo uno stage in Inghilterra, nel 1948 istituisce a Torino un Centro di Guida matrimoniale, sul modello inglese dei Marriage Guidance Councils. Al centro, che svolgeva attività di consulenza per coppie, e dove si tenevano corsi e lezioni, collaboravano studiosi di varie discipline.

### Milano e l'attività in ambito internazionale: la psicopedagogia, i consultori, il servizio sociale, la psicologia dell'età evolutiva, la psicologia scolastica e la psicologia dei rapporti familiari (1952 – 1962)
Chiamato dal comune di Milano (Ufficio di igiene e sanità)  organizza il primo consultorio medico psicopedagogico, unico per tutte le scuole elementari di Milano, che dirigerà fino al 1952.
Continua ad operare in questo settore organizzando consultori-pilota presso alcune scuole medie statali milanesi. In quegli stessi anni si occupa attivamente di medicina scolastica (è stato a lungo vicepresidente della Società italiana di medicina e igiene della scuola) . E svolge attività applicative istituzionali, creando a Milano il primo centro di psicologia scolastica (consultori in varie scuole statali).
Trasferitosi a Milano definitivamente nel 1952, gli vengono affidati altri incarichi. Da segnalare per l'impegno e la durata dell'attività svolta come organizzatore dei servizi e consulente: il Servizio psicotecnico presso l'Istituto di riabilitazione Post-sanatoriale Vigorelli che ha rappresentato nel suo genere un'istituzione modello in Italia (dal 1953 al 1964). Ed il Servizio Psicosociale dell'Ente Comunale di Assistenza (ECA): in particolare Dino Origlia ha organizzato e diretto la consulenza e l'assistenza psicologica presso l'Istituto per Inabili di Abbiategrasso, l'Istituto di assistenza ai Minorenni, l'Istituto per Anziani (fino al 1960)
Gli viene affidata la direzione del servizio di consulenza geriatrica in ospedali della Provincia di Milano, di cui si occuperà per molti anni. Contribuirà inoltre per molti anni alle attività didattiche ed ai corsi di formazione per la Scuola per Assistenti Sociali.
In contemporanea a queste attività, particolarmente impegnative sotto l'aspetto sociale, prosegue l'attività didattica presso la Scuola Superiore di Servizio Sociale (UNSAS) di Milano, dove Dino Origlia tiene il corso di Psicologia dell'Età Evolutiva ininterrottamente per il decennio 1952-1962.
I suoi interessi si sono particolarmente orientati verso i problemi psicologici dell'età evolutiva - ed in particolare dell'adolescenza - la psicologia scolastica e la psicologia dei rapporti familiari.  Nel 1953 viene istituito a Milano, ospitato e finanziato dall'Unione Femminile Nazionale,  il Circolo dei Genitori, che si diede poi, nel 1957, costituzione autonoma denominandosi Scuola dei Genitori per conformarsi alla sigla di istituzioni similari quali l'École des Parents (già operante a Parigi dal 1929). Ad entrambe Dino Origlia ha contribuito con passione come consulente e docente favorendo un interscambio di documenti ed informazioni molto proficuo nel corso degli anni.
Collabora con la RAI dal 1954, dove è ospite come esperto in rubriche e dibattiti e autore di alcune rubriche del programma Conversazioni scientifiche. Il Circolo dei Genitori promosso dalla RAI a cura di Luciana della Seta, dal 1957 si prolungò per un decennio con trasmissioni radiofoniche settimanali.
In questi stessi anni partecipa, come relatore,  a moltissimi convegni internazionali di Psicologia, Psicologia applicata, Psicologia evolutiva e Psicologia sociale. E svolge per alcuni anni attività di consulenza (compresi vari stage didattici a Parigi) per l'UNESCO nel settore della Psicologia e della Sociologia.

### La docenza universitaria e l'attività di ricerca,  (1965 - 2000)
Dino Origlia si è dedicato per tutta la vita,  con grande passione, all'attività didattica.
Dopo le specializzazioni, ha iniziato attività di ricerca in sede universitaria sempre nell'ambito della Psicologia, col conseguimento delle libere docenze in
- Pedagogia
- Neuropsichiatria Infantile
- Psicologia dell'Età Evolutiva

Le libere docenze sono state esercitate con corsi quinquennali, secondo il regolamento universitario italiano, nelle università statali di Milano e Pavia (complessivamente venti corsi, presso la Facoltà di Medicina e di Lettere dei due Atenei)
Nel 1965 viene fondata a Parma la Facoltà di Magistero. In seguito a concorso nazionale Dino Origlia viene nominato titolare dell'insegnamento di Psicologia cui hanno cominciato a confluire anche gli studenti di Medicina, Giurisprudenza, Economia e Commercio. Unico docente di Psicologia per i primi 4 anni, Origlia ha tenuto corsi specifici per gli studenti provenienti dalle altre facoltà. La cattedra ha successivamente dovuto essere sdoppiata per l'elevatissimo numero di iscritti (oltre 1000 nell'anno accademico '69-'70).
Dino Origlia ha avuto la Direzione dell'Istituto di Psicologia all'Università di Parma, dal 1965 al 1971, cedendola poi volontariamente al Prof.Tampieri.
Accanto alla normale gestione dell'Istituto, ha costituito la Biblioteca, organizzato il servizio psicologico di orientamento degli studenti in collaborazione col servizio di assistenza sociale dell'università.
Oltre alle lezioni ‘regolamentari’(sempre comunque altamente interattive, come nel suo stile), Dino Origlia ha sempre ‘lavorato con gli studenti’. Questo non solo per carenza di personale collaboratore ma per il taglio unico e speciale che ha sempre dato all'attività didattica,  animando e seguendo in prima persona attività di ricerca, seminari, gruppi di lavoro. Numero medio di iscritti ai suoi corsi 500-600.
Ha portato alla laurea centinaia di studenti, gran parte dei quali diplomati con il punteggio massimo. È stato correlatore di centinaia di tesi. 
Circa metà delle tesi erano di carattere sperimentale (disadattamento scolastico, inserimento degli handicappati, antisocialità minorile, assistenza agli anziani, patologia dei rapporti familiari, condizione femminile, dinamiche della comunicazione, dinamiche affettive, temi sociopolitici, …)
A conclusione della sua carriera universitaria passerà all'insegnamento – sempre con contratto universitario – di Psicologia sociale nei corsi del Dottorato di ricerca  (riservato a laureati, rigorosamente selezionati per titoli, di varie Università italiane confluenti a Parma).

### Psicologo-giornalista, ricercatore, autore, pubblicista, ‘esperto’, commentatore di Cultura, Società e Costume
A fianco dell'attività di consulenza, orientamento, ed intervento in campo sociale, ed alla attività universitaria e professionale, Dino Origlia ha coltivato intensamente l'attività pubblicistica - iniziata già a Torino con La Stampa  e La Stampa Sera – proseguita poi per diversi quotidiani e periodici. Tra questi L'Europeo, con cui inizia nel 1966 una collaborazione regolare che durerà un decennio. 
Ha collaborato fin dal 1953 con la RAI Radiotelevisione Italiana curando cicli di trasmissioni e partecipando come esperto di psicologia giovanile alle più note rubriche e a molti dibattiti
Ha sempre saputo cogliere dell'individuo l'unicità, il potenziale, e comprenderne i percorsi evolutivi. Ha scritto di Psicologia, Cultura, Costume e Società. Osservatore acuto dei fenomeni sociali e sempre in anticipo sui tempi.  Per oltre 40 anni Dino Origlia è stato uno degli ‘esperti’ più citati dai media.
‘Scomodo’ per la sua libertà di pensiero, di parola, di vita, per la franchezza e lo spirito contestatore. Odiava la retorica.  Come nell'insegnamento così nello scrivere, sapeva innestare su una cultura vastissima una visione del mondo non convenzionale, una vibrante creatività e un gran senso dell'ironia. Un mix unico e personalissimo.

## Appartenenza ad albi professionali nazionali e internazionali
- Socio della Società Italiana di Psicologia, dalla fondazione (1953)
- Socio della Association de Psychologie Appliquée
- Socio ordinario della Société de Psychologie Scientifique de Langue Française.
- Albo nazionale Ordine degli Psicologi, dalla sua fondazione (1990)
- Albo nazionale - Ordine dei Medici
- Albo nazionale degli psicoterapeuti ufficiali (1992)
- Albo nazionale – Ordine dei Giornalisti – per l'intensa attività di articoli, dibattiti, serie di trasmissioni TV

## Elenco delle pubblicazioni

### In lingua italiana
- La psicologia del matrimonio, Bompiani, 1950
- I rapporti sessuali fuori dal matrimonio, 1950
- Indagine psicologica sulla personalità della prostituta, “Istituto di Medicina Sociale”, Roma, 1950
- L'educazione del bambino difficile, Garzanti, 1951
- Psicologia dell'infante,” Minerva Nipiologica, 1951,5
- Il problema sessuale dei giovani dal punto di vista familiare e sociale, Wasserman, 1951
- Pedagogia e psicofisiologia, 1951
- Vita sessuale nel matrimonio, 1951
- La relazione coniugale, 1952
- Compiti dell'assistenza medico-psicologica nella scuola secondaria, “Atti dell'associazione Italiana per l'Igiene”, vol I, 1952
- Problemi della pedagogia del giocattolo, “Rassegna di Pedagogia”, 1953, 3
- Considerazioni psicopedagogiche sulla socialità nell'età evolutiva, “Scuola e Città”, 1953,11
- Aspetti della personalità del ragazzo difficile, “Minerva medica”, 1955, 75
- Problemi psicologici e psicopedagogici nella Scuola Media , “Istituto di medicina sociale”, Roma, 1955
- Indagine sul senso del comico nella fanciullezza,” Infanzia Anormale”, 1955, 13
- La crisi puberale,” Rivista italiana di Medicina e Igiene della Scuola”, 1955, 1
- Il sentimento sociale nel bambino, Scuola materna e Società, 1956
- Limiti della presunta differenziazione dell'intelligenza e delle attitudini nella preadolescenza, “Scuola e Città”, 1956,5
- Critica al principio di autorità nell'educazione familiare contemporanea, “Atti del Convegno Nazionale sui problemi dell'irregolarità della condotta nell'età evolutiva”, Roma, 1956
- L'affaticamento mentale dello scolaro, “Rivista Italiana di Medicina e Igiene della Scuola”, 1957
- La pubertà, Dino Origlia e Enrico Comolli, Abruzzini Editore, 1957, 661 pagine[5]
- Irregolarità del comportamento sessuale nell'età evolutiva e problemi di educazione scolastica, “Rivista di Medicina e Igiene della Scuola”, 1964, IV
- Requiem per papà, Immordino, 1967, 183 pagine[6]
- Psicologia delle relazioni interpersonali, Parma, 1969
- La professione dello Psicologo in Italia, (AA.VV) ISEDI, Milano 1977
- Psicologia dell'età evolutiva, Vallardi, 1971
- Psicologia del profondo,  Edizioni Casanova, Parma, 1970
- Per una nuova identità dell'anziano, “Difesa sociale”, 1980
- Psicopatologia metropolitana, "International Journal of Environment, 1990, vol. 18, n. 3

### In altre lingue
- Psychologie du mariage et accord sexuel, Buchet/Chastel, 1959 (traduzione di Anne de Cambiasy,)(francese)
- Le rendement scolaire et les problèmes psychologiques de la préadolescence , The international Review of Education, 1956, II, 4 (francese)
- Contribution à l'étude des facteurs d'échec scolaire,  The international Review of Education, 1957, III, 2 (francese)
- A educaćão da criança difícil, Andes, 1956 (portoghese)
- A psicologia do casamento, Editora Arcádia, 1966 (portoghese)
- Réquiem por papá, 1969, Suc. de Juan Gili (spagnolo)
- Requiem Pour Papa, 1970 (francese)
- L'adolescent, 1980, Dino Origlia, H. Ouillon, Editions Sociales Françaises, 1977 (francese)